# Fernando de Ayanz
Fernando de Ayanz, a veces mencionado como Ferrando de Ayanz, Ferrando d'Ayens o Ayenz y también como Fernando García de Ayanz (¿Ayanz?, Navarra, c. 1330-3 de diciembre de 1393) fue un caballero navarro, perteneciente a un linaje de ricoshombres de Navarra que estuvo fielmente al servicio de Carlos II de Navarra, de su hermano el infante Luis de Navarra, mientras fue gobernador en Navarra, y del hijo de aquel, Carlos III de Navarra, primero como ujier de armas y más tarde como chambelán tanto en Navarra, con el infante Luis de Navarra, como especialmente en Normandía como gobernador, llegando a ser condestable de Cherburgo (1357-1368) así como capitán en Gavray y Mortain. Cuando regresó a Navarra, Carlos III le nombró merino de Sangüesa. Sus restos descansan en la Real Colegiata de Santa María de Roncesvalles, en el claustro, muy cerca de la Capilla de San Agustín.

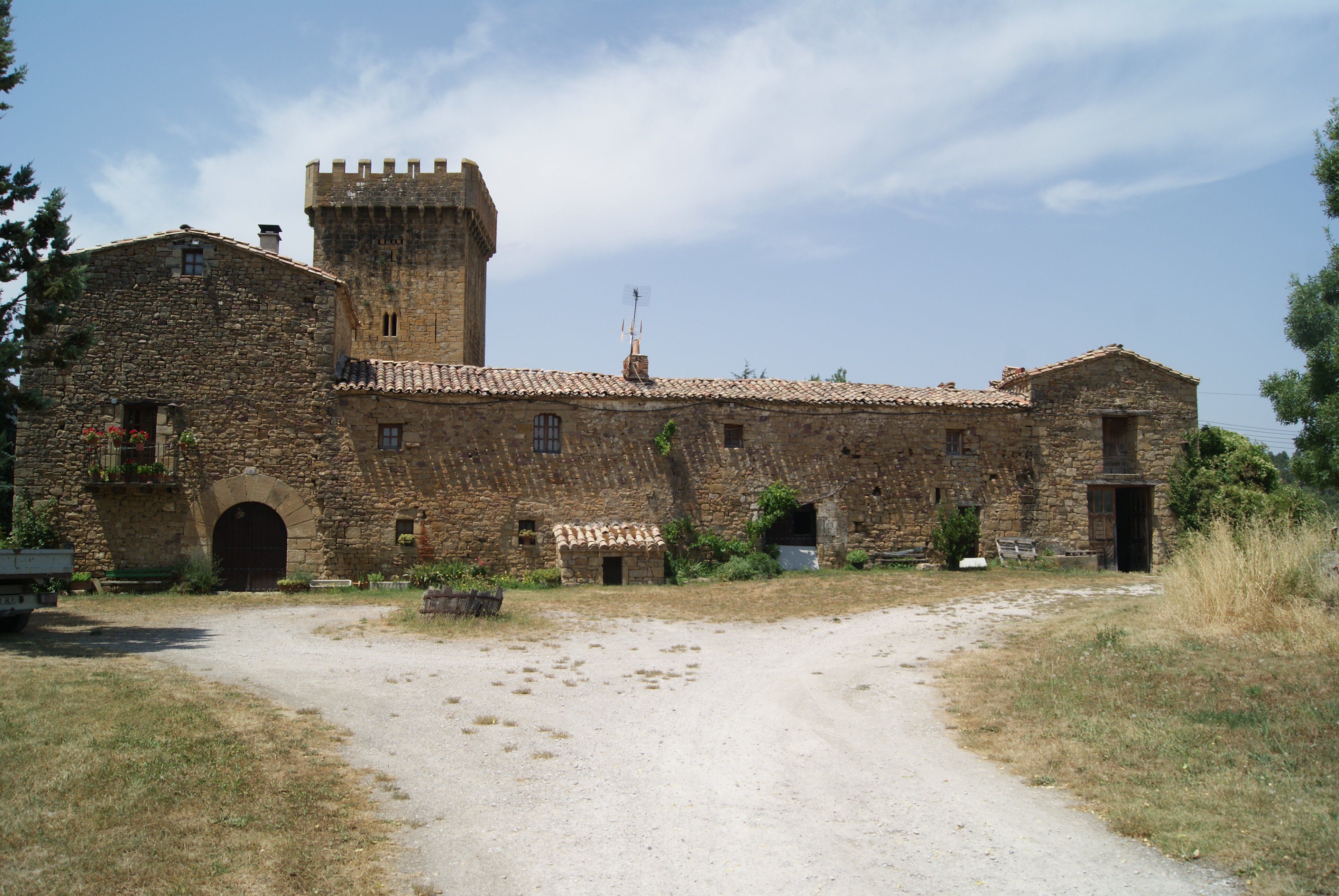
Palacio y torreón de Ayanz - Valle de Lónguida (Navarra)

## Biografía

### Origen e inicios de su carrera
El solar del linaje de los Ayanz, en el valle de Lónguida, era un lugar de realengo que en 1280 pagaba al erario del rey una pecha de 2 cahíces de trigo y otros 4 de cebada. Sobre su origen social, familia y linaje antes que él no hay muchas noticias. La fecha de nacimiento, c. 1330, es mera estimación a falta de datos verificables. Para el investigador Roberto Ciganda Elizondo, «el desarrollo de su actividad política a partir de la década de los 50 y su muerte en 1393, son indicios para sospechar que formaría parte de la generación del propio rey, nacido en torno a la década de 1330.»

### Escudero en Normandía (1353-1360)
Pudo entrar en 1353 al servicio de Carlos II en Normandía, junto a las tropas enviadas allí desde Navarra en esa fecha. Pudo estar en el grupo de navarros que participaron en el asesinato de Carlos de la Cerda (8 de enero de 1354) (junto a Rodrigo de Úriz, Juan Ramírez de Arellano, Corbarán de Lehet, Carlos de Artieda y el barón de Garro). Aunque Yanguas y Miranda lo afirma, ninguna otra fuente documental lo corrobora, salvo un memorial familiar del siglo XVII de Jerónimo de Ayanz y Javier.
Figura ya en agosto de 1357 como condestable en Cherburgo dando así la confianza que se había ganado rápidamente ante el rey y los notables navarros que le acompañaban.

Normandía hacia el.

#### Fuga de Arleux (1357)
Tras el banquete de Ruan (5 de abril de 1356) en que se había detenido al rey Carlos II de Navarra, había ido cambiando de prisión en varias ocasiones hasta ser trasladado al castillo de Arleux (Picardía). Las crónicas francesas solo mencionan la presencia de nobles franceses y normando en la liberación del monarca navarro (9 de noviembre de 1357). El cronista posterior de Navarra, Francisco de Alesón, que sigue la crónica de Ávalos de la Piscina, lo atribuye a varios navarros. Como afirma el investigador Ciganda Elizondo, «aunque las fuentes francesas no citen más que la presencia de nobles franceses y normandos en la liberación del castillo de Arleux en Picardia (especialmente Juan de Picquigny, gobernador de Artois, y los burgueses de Amiens)', está atestiguada la intervención de Rodrigo de Úriz, Corbarán de Lehet, Carlos de Artieda, el barón de Garro y Fernando de Ayanz entre otros.»
Ya lo apunta a finales del siglo XIX el historiador Edmond Meyer, en su obra sobre Carlos II de Navarra (1898), cuando cuenta, siguiendo a Garibay y Sandoval, que estando Carlos II de Navarra prisionero en Arleux escapó con la ayuda de Rodrigo de Úriz, Corbarán de Lehet, Carlos de Artieda, el barón de Garro y Fernando de Ayanz que, tras tratar con unos carboneros de Cambrésis, disfrazados como ellos, escalaron el castillo durante la noche, sorprendieron a la guarnición y mataron al alcaide, poniendo fin a más de 18 meses de prisión de Carlos II. Mientras que las Grandes Crónicas afirman, por el contrario, que no se hizo ningún daño a ninguno de sus guardianes y no mencionan la ayuda del preboste de los comerciantes. Sin embargo, Meyer consideraba casi seguro que fue liberado por Juan de Picquigny, junto a sus hermanos, ayudado por varios burgueses de Amiens y los navarros antes mencionados.
Tras esta evasión «su prestigio y sus lazos con el monarca se reforzaron», pero también, al mismo tiempo, «consolida sus lazos con algunos de los más notables nobles del entorno del monarca, con los que había participado directamente en las campañas francesas.»

### En Navarra al servicio del gobernador (1361-1364)
De regreso a Navarra fue alcaide de las fortalezas de Burgui, Sancho Abarca y Pintano, chambelán del hermano del rey, Luis de Navarra, entonces gobernador del reino. Cobraba gajes como sargento de armas. El 2 de febrero de 1362, como escudero, Carlos II le compra un caballo. En 1363 es nombrado ujier de armas en agradecimiento a los servicios prestados al rey. Con el nombramiento recibe rentas y casas en Mutilva Baja. Tras la derrota de Cocherel, es enviado a Normandía.

## Hombre de confianza de Carlos II de Navarra
Ocupó diversos cargos militares: fue capitán en Cherburgo desde abril de 1365 hasta noviembre de 1370; guarda de la villa y castillo de Carentan desde julio hasta septiembre de 1369 en que es nombrado Juan de Tilly; capitán en Mortain hasta noviembre de 1369, capitán de la villa y castillo de Avranches, desde febrero de 1367 hasta febrero de 1371, sustituyendo a Juan Ruiz de Aibar.

Todo ello lo compaginó con el desempeño de otras funciones de carácter más político, como persona de confianza del rey, siendo consejero (desde 1368), siendo maestrehostal (1370-1374) y chambelán (1374-1377) del rey.

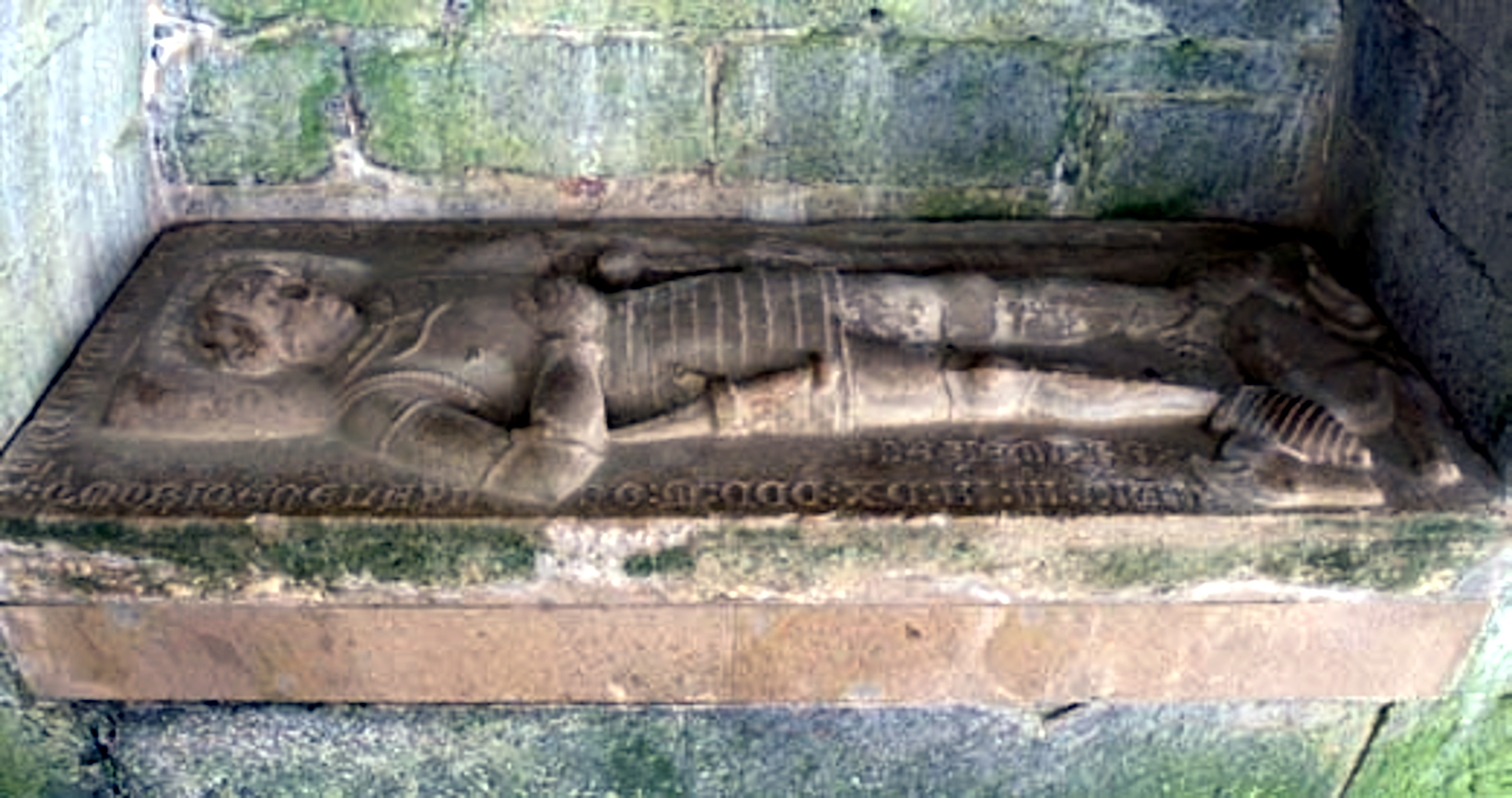
Sepulcro de Fernando de Ayanz (Claustro de la Colegiata de Roncesvalles)

## Sepulcro en Roncesvalles
Empotrado en el muro septentrional del claustro de Roncesvalles, junto al acceso a la sobrebóveda de la Colegiata, se descubrieron algunos vanos sepulcrales, con arco apuntado, pertenecientes al primitivo claustro gótico. Uno de ellos muestra una lápida sepulcral tapando el sepulcro de Fernando de Ayanz. Está fechado en 1393, y representa al caballero dibujado en relieve, ataviado de guerrero, cuyas manos se apoyan en el pecho y en la espada. A los pies del difunto se presenta un lebrel.
En la inscripción lapidaria se lee: «Aquí yace Mosen Fernando de Ayanz que murió en el año 1393, el 3 de diciembre.» Es el «más antiguo de los relieves sepulcrales de nobles navarros» conservado en la actualidad.